# Velaa
Velaa (též Fushivelavaru) je ostrov atolu Noonu (Miladhunmadulu) nacházející se v Indickém oceánu. Ostrov politicky náleží k Maledivám. Původně neobydlený ostrov si v roce 2011 pronajal český podnikatel Jiří Šmejc na 50 let. Ostrov přebudoval v luxusní resort nazvaný Velaa Private Island Maldives (česky Soukromý ostrov Velaa Maledivy). Korálový ostrov je pokryt palmami. Nejvyšší místo se nachází 1,2 m nad mořem, po dokončení resortu se jím však stala 23 m vysoká věž Tavaru. Mezi palmami se nyní nacházejí ubytovací prostory, prostory společenského vyžití a technické zázemí se zázemím pro personál.
Ostrov se nachází v jižní části atolu asi 4 km jižně od ostrova Orimasvaru, 4,3 km severovýchodně od Vavathi a 5 km severozápadně od Maavelavaru (Mavila). Administrativně se jedná o Atol Noonu (Miladhunmadulu), Severní provincii.

## Název
Název Velaa znamená v místním jazyce želví samice, tedy přeneseně želví ostrov.